# سنجاب زمینی خال‌دار
سنجاب زمینی خال‌دار (نام علمی: Xerospermophilus spilosoma) نام یک گونه از سرده سنجاب‌های زمینی کوتوله است.